# 尼基弗罗斯·巴列奥略
尼基弗罗斯·巴列奥略（希臘語：Νικηφόρος Παλαιολόγος，？-1081年10月8日） 是11世纪拜占庭帝国的将领，巴列奥略家族已知的第一位成员。

## 生平
尼基弗罗斯是后来于1259-1453年统治拜占庭帝国的巴列奥略王朝的第一位已知成员。罗曼努斯四世（1068-1071年在位）时期，他第一次出现在历史记载之中。根据12世纪的文学作品《提马里翁》的说法，他来自“大弗里吉亚”，即安纳托利亚军区，是这一地区首屈一指的权贵。他在政治上支持杜卡斯王朝，敌视罗曼努斯四世，支持“凯撒”约翰·杜卡斯与米海尔·普塞洛斯等为代表的反对派。尼基弗罗斯反对罗曼努斯四世的东征塞尔柱突厥的计划，而正是在这次远征中，罗曼努斯四世在曼齐克特战役中战败而倒台。
1075年，尼基弗罗斯被派往东部对付反叛的诺曼佣兵首领鲁塞尔·德·巴约勒，他在格鲁吉亚召集了约6千佣兵与敌人对峙，但是这些佣兵因军饷不足而叛逃，导致他被击败。1077年时，他担任美索不达米亚军区的“都督”。虽然他忠于杜卡斯王朝与米海尔七世（1071-1078年在位），他却允许儿子乔治加入尼基弗罗斯·博塔内阿特斯的叛乱，后者成为新皇帝，称尼基弗罗斯三世（1078-1081年在位）。
1081年，阿莱克修斯·科穆宁领导科穆宁家族发动叛乱，但尼基弗罗斯选择忠于尼基弗罗斯三世，即使其子乔治与杜卡斯家族都支持科穆宁家族。根据安娜·科穆宁娜在《阿莱克修斯传》中的记载，1081年4月1日科穆宁军队入城时，父子两人还曾当面对峙，学者巴西尔·斯库拉托斯（Basile Skoulatos）称其为整部作品重“最激动人心”的场景。即使在此之后，尼基弗罗斯仍然敦促尼基弗罗斯三世选择抵抗，建议他授予自己瓦兰吉卫队的指挥权来保卫大皇宫，不过尼基弗罗斯三世没有接受；之后他又试图调停，让尼基弗罗斯三世收养阿莱克修斯为子，给予其实际的统治权，换取保存皇帝的名号，但在“凯撒”约翰·杜卡斯的坚持下，科穆宁家族拒绝了这种方案，尼基弗罗斯三世选择退位。
尼基弗罗斯最终也接受阿莱克修斯登基的现实，并在同年陪同他出战罗伯特·吉斯卡尔率领的诺曼人，1081年10月18日的都拉齐翁战役中拜占庭军战败，尼基弗罗斯阵亡。
他有两个儿子，乔治与尼古拉斯， 乔治·巴列奥略 后来成为阿莱克修斯一世（1081-1118年在位）的亲信与重要将领。乔治的五代孙米海尔·巴列奥略于1259年即位称帝，开创了巴列奥略王朝的统治。

## 脚注
1. 1 2 3 4  Skoulatos 1980，第245頁.
2. 1 2 3  Vannier 1986，第133頁.
3. ↑  Kazhdan 1991，第1557頁.
4. ↑  Skoulatos 1980，第245–246頁.
5. 1 2 3  Vannier 1986，第134頁.
6. 1 2  Skoulatos 1980，第246頁.
7. ↑  Kazhdan 1991，第1557–1558頁.